# Claude Colette
Claude Colette (Parigi, 4 marzo 1929 – Parigi, 20 settembre 1990) è stato un ciclista su strada belga, professionista dal 1951 al 1964, ottenne dieci vittorie tra i professionisti, e un terzo posto alla Liegi-Bastogne-Liegi del 1962.

## Carriera
Iniziata la carriera professionistica nel 1951, coglie nel 1953 le sue prime vittorie. Ritiratosi nel 1964, dopo due anni persi a causa di gravi infortuni, morì sessantunenne, a causa di un infarto, nella sua casa di Parigi.
È sepolto a Vabre-Tizac, paese di origine di suo padre.

## Palmarès

### Strada (parziale)
- 1953 (Peugeot-BP-Dunlop, una vittoria)

Lionne-Montlucon-Lionne
- 1955 (Peugeot-BP-Dunloap, una vittoria)

Lionne-Montlucon-Lionne
- 1958 (Peugeot-BP-Dunloap, una vittoria)

Giro dell'Alvernie

## Piazzamenti

### Grandi Giri
- Giro d'Italia

1956: 32º
- Tour de France

1953: 58º
1955: 24º
1957: ritirato
1958: ritirato
1959: ritirato
1960: ritirato

### Classiche monumento
- Milano-Sanremo

1958: 32º
1959: 44º
- Liegi-Bastogne-Liegi

1962: 3º
- Giro di Lombardia

1958: 48º
1960: 18º

### Competizioni mondiali
- Campionati del mondo su strada

Reims 1958 - In linea professionisti: ritirato